# Ripoll
Ripoll település Spanyolországban, Katalóniában,  Girona tartományban. Ripoll Ogassa, Sant Joan de les Abadesses, Vallfogona de Ripollès, Vidrà, Santa Maria de Besora, Les Llosses és Campdevànol községekkel határos. Lakosainak száma 10 692 fő (2024).

## Népesség
A település népessége az elmúlt években az alábbi módon változott:
| Lakosok száma | 1346 | 4549 | 8622 | 10 254 | 11 326 | 10 717 | 11 057 | 10 751 | 10 686 | 10 692 |
|               | 1717 | 1887 | 1936 | 1960   | 1986   | 2004   | 2009   | 2014   | 2019   | 2024   |